# Аркесилај
Аркесилај (стгрч. Αρκεσιλαος Αρκεσιλαος, око 315. п. н. е., Питана, Еолис - око 240. п. н. е., Атина) - старогрчки филозоф, ректор друге (Средње) академије  270–244. п. н. е.
Школи је дао скептички правац, проповедајући „уздржавање од осуђивања“ (εποχη); веровао је да треба поседовати колико је довољно за живот.
Пошто је стекао темељно образовање и слушао разговоре између перипатетика Теофраста и академика Крантора, он је, под утицајем Пиронове филозофије, развио посебан скептички поглед на свет који је побијао учења стоика и састојао се у томе да не постоји неоспоран критеријум за утврђивање истине и да се сваки став може оспорити оним или другим аргументима који такође изгледају вероватни; стога је постизање апсолутно истинитог недоступно људској свести, и, стога, неопходно је да се ограничимо само на вероватно, што је, према учењу Аркесилаја, сасвим довољно за нашу практичну делатност.
Аркесилај је своју главну пажњу посветио критици стоицизма и његовог оснивача Зенона из Китиума. Стоици су веровали да је поуздано само оно што се зна разумом, али само знање почиње чулним опажањем, које формира слику предмета. Као резултат перцепције ове слике, формира се свесна идеја о одговарајућем објекту, процењена умом. Саме перцепције не могу се сматрати истинитим или лажним, па се може проценити само њихова субјективна оцена. Стоици су увели концепт каталептичке репрезентације (од старогрчког καταληψις - хватање, држање), који је истинит, у принципу не може бити лажан и не може произаћи из непостојећег. Сама по себи очигледна истина која тера да се препозна, верује и одбаци сумње.
Аркесилај користи резоновање самих стоика: пошто се може само сложити или не сложити са судом, али не и са представом, неприхватљиво је оцењивати каталептичку представу. Самоевидентност као критеријум не подноси критику: свака перцепција може бити лажна.
Представљао је нову врсту скептика. Пиро је био угледан и поштован у друштву, Тимон је био саркастичан, док је Аркесилај био световни човек који је велику пажњу поклањао ликовној уметности и поезији. Био је познат по својој самосталности и племенитости карактера.
Као и Пирон, он није писао своја дела, његове мисли је сачувао Лакид из Кирене.